# Pável Krótov
Pável Vadímovich Krótov –en ruso, Павел Вадимович Кротов– (Yaroslavl, 24 de abril de 1992-25 de marzo de 2023) fue un deportista ruso que compitió en esquí acrobático.
Ganó dos medallas en el Campeonato Mundial de Esquí Acrobático de 2021, oro en la prueba de salto aéreo por equipos y bronce en la individual.
Participó en dos Juegos Olímpicos de Invierno, en los años 2014 y 2018, ocupando el cuarto lugar en Pyeongchang 2018, en la prueba de salto aéreo.
Falleció a los 30 años de una hemorragia cerebral mientras dormía.

## Medallero internacional
| Campeonato Mundial | Campeonato Mundial  | Campeonato Mundial | Campeonato Mundial      |
| Año                | Lugar               | Medalla            | Competición             |
| ------------------ | ------------------- | ------------------ | ----------------------- |
| 2021               | Almaty (Kazajistán) | Medalla de oro     | Salto aéreo por equipos |
| 2021               | Almaty (Kazajistán) | Medalla de bronce  | Salto aéreo             |